# Mladen I. Šubić Bribirski
Mladen I. Šubić Bribirski ( hrvaško Mladen I Šubić Bribirski; umrl 1304) je bil hrvaški plemič, ki je bil konec 13. in v začetku 14. stoletja član rodbine Šubić.
Bil je brat hrvaškega bana Pavla I. Šubića Bribirskega, ki je Mladena imenoval za komisarja dalmatinskega mesta Split skupaj s trdnjavo Klis.
Potem ko se je Pavel I. Šubić leta 1299 razglasil za "Dominusa Bosne ", je Mladenu I. podelil naziv bosanski ban. Štefan Kotromanić se je sicer uprl rasti Šubićeve moči v Bosni, vendar je do leta 1300 izgubil večino nadzora nad Bosno zaradi Mladena I. Šubića. Po letu 1302 je bila vsa Bosna pod hišo Šubić. Večji del je nadzoroval Mladen I., manjšemu delu bosanske dežele (Spodnji robovi) pa je vladal grof Hrvatin Stjepanić, ki je bil vazal Šubićev, kar je potrdil Karel I. Ogrski. Bosanski ban Mladen I. Šubić je v Bosni začel akcijo, da bi iztrebil privržence bosanske cerkve – bogumile. V verskem spopadu je bil Mladen ubit v bitki leta 1304.  Nasledil ga je njegov nečak Mladen II. Šubić, ki je potreboval pomoč, zato je moral Pavel I. Šubić sam voditi vojsko, da je zatrl odpor v Bosni. Leta 1305 je Pavel I. prevzel naziv gospodar vse Bosne ( totius Bosniae dominus ).